# بول ماكنولتي
بول ماكنولتي (بالإنجليزية: Paul McNulty)‏ (و. 1958 – م) هو محام من الولايات المتحدة الأمريكية .
وهو عضو في الحزب الجمهوري، والحزب الديمقراطي الأمريكي .